# Aeroportul Arthur N. Neu
Aeroportul Arthur N. Neu (IATA: CIN, ICAO: KCIN, FAA LID: CIN) este un aeroport din Iowa, Statele Unite ale Americii ce deservește zona Carroll⁠(d). Aeroportul a fost tranzitat în 2019 de 438 de pasageri.
Situat la o altitudine de 367 m, aeroportul dispune de 2 piste.

## Infrastructură

### Piste
Aeroportul dispune de 2 piste. Pista 03/21 are suprafața de beton și dimensiunile 3.301 picioare × 60 picioare. Pista 13/31 are suprafața de beton și dimensiunile 5.506 picioare × 100 picioare. 